# Georges Carette

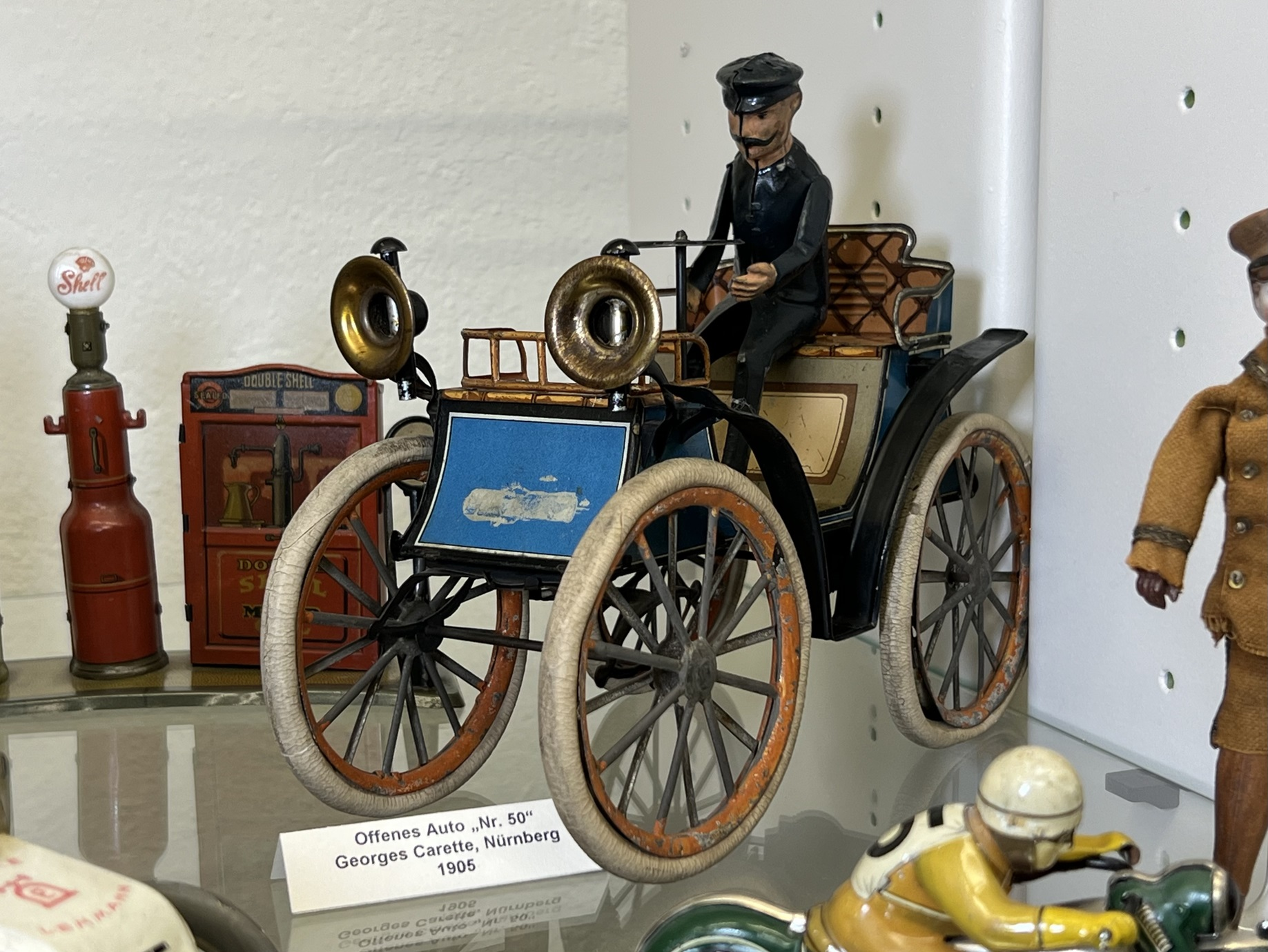
Offenes Auto Nummer 50 von Georges Carette hergestellt 1905 im Zürcher Spielzeugmuseum 2023

Georges Carette & Cie. war ein deutscher Hersteller von Blechspielzeug.
Das Unternehmen wurde 1886 von Georges Carette (1861–1954) gegründet, einem Franzosen, der sich in Nürnberg niedergelassen hatte. Anfangs fungierte er als Zulieferer für den Spielzeughersteller Bing, ehe er selbständig zu produzieren begann. Im Jahre 1893 stellte er auf der World Columbian Exposition in Chicago als Eigenentwicklung eine Spielzeug-Straßenbahn vor, die Aufsehen erregte, da sie elektrisch angetrieben wurde.
Über Paul Josephtal, den Carette als Geschäftspartner aufgenommen hatte, knüpfte er Kontakte zum britischen Modelleisenbahn-Hersteller Bassett-Lowke, für den er Modelle von Lokomotiven und Waggons nach britischen Vorbildern herstellte, die in Bezug auf Wirklichkeitsnähe und Maßstabstreue den besonders hohen Ansprüchen britischer Käufer entsprachen.
Seit etwa 1905 umfasste die Produktpalette zudem Spielzeugautos und Schiffsmodelle mit Uhrwerkantrieb, Flugzeuge, Luftschiffe sowie optische und technische Spielzeuge. Sämtliche von Carette hergestellten Spielwaren genossen wegen ihrer Qualität hohe Wertschätzung.
Da Georges Carette französischer Staatsbürger geblieben war, obwohl er eine Deutsche geheiratet hatte, musste er bei Ausbruch des Ersten Weltkriegs Deutschland verlassen. Er ließ sich mit seiner Frau nördlich von Paris in Chantilly nieder, wo er am 8. Januar 1954 im Alter von 93 Jahren verstarb. Die Firma wurde zunächst von Paul Josephtal weitergeführt, doch als er 1917 die Einberufung als Hauptmann erhielt, wurde die Produktion eingestellt und das Unternehmen aufgelöst. Die Produktionsanlagen wurden von einem Tochterunternehmen des konkurrierenden Herstellers Bing übernommen. Zumindest einige Werkzeuge gingen auch an Bassett Lowke, nachgewiesen etwa für einen sechsachsigen Speisewagen in Spur 0, der mit dem Aufdruck "Bassett Lowke Northampton" in den Farben der erst 1923 gegründeten LMS produziert wurde.
Die bei Georges Carette & Cie. hergestellten Spielzeuge sind heutzutage unter Sammlern sehr gesucht und erzielen zum Teil hohe Preise; dies gilt besonders für Modelldampfmaschinen und für die Automodelle.